# ジャービル・ブン・ハイヤーン

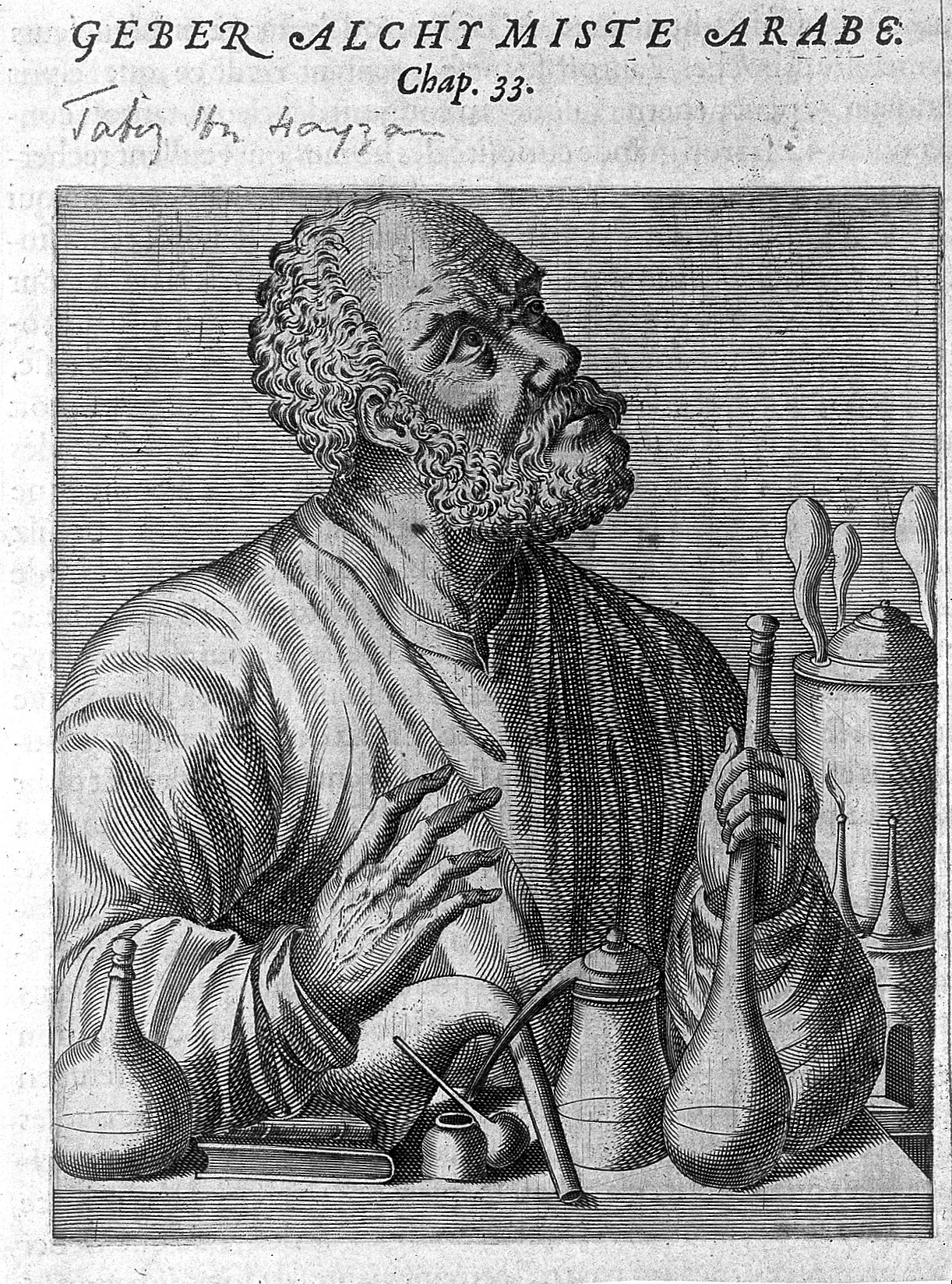
「アラビア人の錬金術師、ゲーベル」と題されたジャービルの想像画

ジャービル・イブン・ハイヤーン（アラビア語: جَابْرُ بْنُ حَيَّان, Jābir ibn Ḥayyān、; fl. c. 721年 – c. 815年）は、8世紀後半から9世紀初頭にかけてバグダードかクーファで活動した錬金術師。アラビア語で著作を書いたイスラーム圏の学者である。いくつかの著作が12世紀頃にラテン語に翻訳されてヨーロッパ・キリスト教圏の科学・学術にも影響を及ぼした。西欧ではゲーベル（Geber）というラテン名でも知られる。
非常に多くの文献がジャービル・イブン・ハイヤーンあるいはゲーベルの作に帰せられており、これらをジャービル文献（Jabirian Corpus; Corpus Geberii）と総称する。ジャービル文献には数秘術や秘教主義的要素が含まれる文献が多数あり、これらはイスマーイール派との関連が指摘されている。その他にヨーロッパの学者がゲーベルの名をかたって書いたものもある。ジャービル文献については、今日的な価値観に基づいて、観察や実験の重要性について述べた科学哲学的内容や、硫酸や硝酸について述べた化学的内容を記載している点が重視される場合もある。

## 生涯

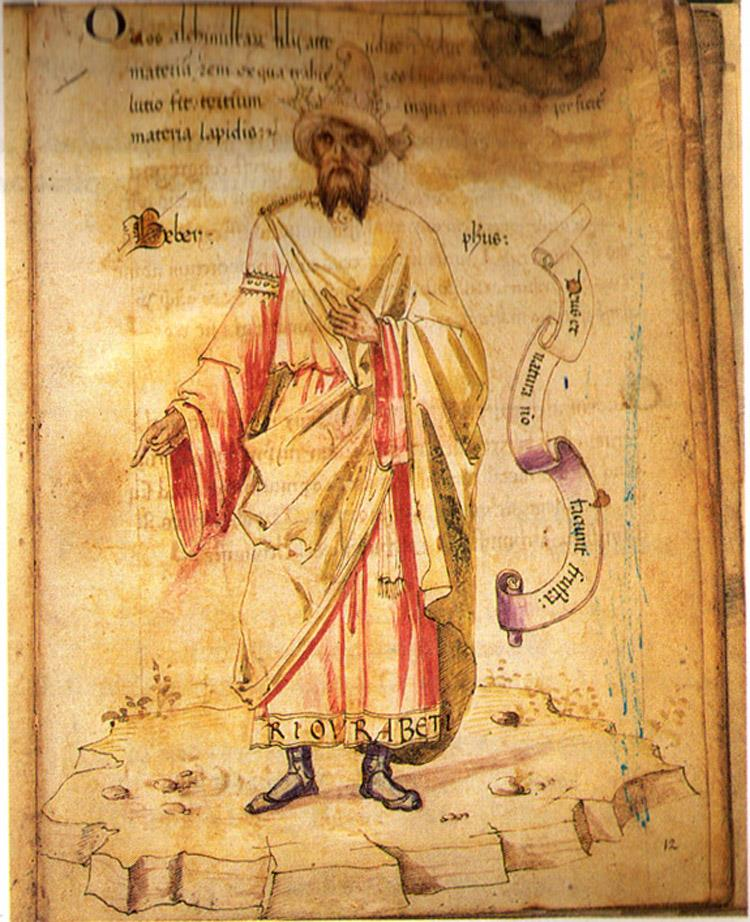
ヨーロッパで描かれた「ゲーベル」の像(15世紀)

ジャービルは半ば伝説的な存在であり、歴史的には実在しない架空の人物であるという説が唱えられたこともあった。20世紀前半に東洋学者のパウル・クラウスが詳細な研究をした。これを検証した Martin Plessner によると、ジャービルに関する情報はイブン・ナディームが記したことがおおむね正しいようである。
10世紀末バグダードの書籍商イブン・ナディームの『フィフリスト』（987年ごろ成書）は、ジャービルについて言及した最も古い文献の一つである。『フィフリスト』には、「ジャービルは自分たちのアブワブ（abwab）の一人であって、イマーム・サーディクのサハーバである」と主張するシーア派の一派がいたという記載がある。イブン・ナディームは、その記載に続けて「ジャービルは論理学と哲学に関する本を書いた哲学者の一人に過ぎないと主張する人たちもいる」と書いた。
『フィフリスト』における別のセクションでは、「仮にジャービルなる人物が実在していたのなら、正真正銘ジャービルが書いた本は كتاب الرحمة الكبير（Kitāb al-Raḥmah al-kabīr, 大いなる慈悲の書）のみだろうと主張するウラマーやワッラークもいる」という記載がある。彼らによると「残りの著作は、誰か別のものがジャービルの名前を騙って書いたに違いない」という。イブン・ナディームは、ジャービル非実在説に対して截然と反論した。このように、「バーティンの継承者という正統性を持った大魔術師ジャービル」という虚像は、10世紀前半には成立していたようである。
ジャービルは西暦721年ごろにホラーサーンの町、トゥースで生まれた。薬草医を生業として、815年ごろにクーファで没した。ジャービルは青年期に、イスラーム世界の歴史の転換点となった748年のアッバース革命を経験した。ジャービルと同じく薬草医であったその父、ハイヤーンはアッバース家に味方して権力闘争に巻き込まれ、ウマイヤ家の支持者に捕まって処刑されたため、ジャービルは生まれてまもなくの頃に孤児になった。
ジャービルはアッバース革命後「ジャアファル・サーディク（700-765）の弟子になり、サーディクにより錬金術その他の叡智（バーティン）を授けられた」という伝説がある。その根拠としてよく挙げられるのが、ジャービルが著作の中でサーディクに言及する際、「わが師によると」（wa haqqi sayyidi）というサラワートを付していることである。しかしながら、シーア派文献にジャービルがサーディクの弟子であったという記録が見当たらず、歴史学者には検証可能な裏づけの取れない伝説にすぎないとみなされている。イスラーム学者の竹下政孝は、そのような伝説があること自体に基づいて、ジャービルが秘教的シーア派と何らかの関わりがあったのかもしれないと指摘するに留めている。
ジャービルの伝記を伝える古い文献では、出自を表すニスバが文献ごとに異なっていて、例えば、「バリク（アラビア半島紅海側の一オアシスの名前）」、「クーファ」、「トゥース」といった地名が現れる。Nasr (1975)によると、ホラーサーン生まれでのちにクーファで暮らしたという説と、シリア生まれでのちにホラーサーンやクーファで暮らしたという説とがある。また、薬学者であったジャービルの父は、アラブ人のアズド家の一員であったとされており、ジャービルの民族的出自を曖昧なものにしている。ジャービルの父、ハイヤーン・アル＝アズディーは、ウマイヤ朝期にイエメンのバリクからクーファへ移住したと考える説がある。その一方で、ジャービルの全名に現れるアル＝アズディーは、ジャービルがアズド家と付き合いがあったことを表すとする説もある。

## 業績
化学、薬学、冶金学、天文学（あるいは占星術）、哲学、物理学、音楽などに亘る彼の著作は400を越えるとも言われているが、残存するものは20程度である。その中には彼の名に仮託した後世の著作と思われるものも含まれている。
彼の業績は化学、薬学の分野が顕著である。彼が発明したとされる、塩酸、硝酸、硫酸の精製と結晶化法などは現在の化学工業の基礎となっている。金などの貴金属を融かすことのできる王水も彼の発明によるものである。彼はまた有機化合物であるクエン酸、酢酸、酒石酸などの発見者ともされている。発明は化学器具にも及んでいる。彼が工夫した蒸留装置はアランビックとして、現在も使われている。化学にとって重要なアルカリの概念も彼によって産み出された。

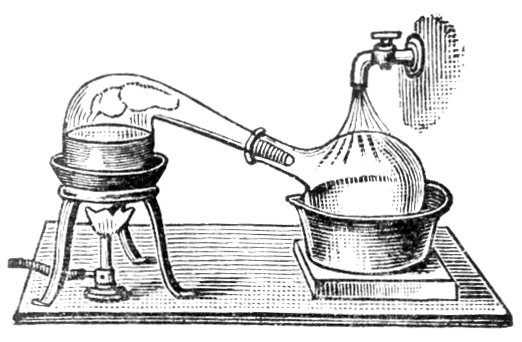
アランビック

彼の思想は古代ギリシア、古代エジプト、イスラム教の中の神秘思想が総合されていると考えられている。彼が敬意を払う人物はヘルメス・トリスメギストス、アガトダイモーン（Agathodaemon、ギリシア神話の「慈悲の悪魔」）、ピタゴラス、ソクラテスなどであった。

## 影響
彼の著作は中世ヨーロッパの錬金術に大きな影響を与えた。12世紀にラテン語に翻訳されたアラビア語原題 Kitab al-Kimya （黒き地の書、Kimya は Khem の転じたものでエジプトのことを指すとされる。『金属貴化秘宝大全』とも。）は錬金術 (Alchemy) 、ひいては化学(Chemistry)の語源となっている。
金属の性質は硫黄と水銀の比率で変性するとする、硫黄ー水銀説は中世ヨーロッパにも引き継がれた。
ただし、彼の著作とされているものに、後世の弟子たちが書いたものも多いとの疑いは、早くも10世紀には指摘されていた。2000編以上の文書が彼の作であるとされてきたが、20世紀には、アラビア語で書かれたジャービル派の全文書が、10世紀のイスマイール派によって編纂されたことが明らかにされた。
中世ヨーロッパにとって、もっとも主要な化学教科書的存在であった 『マギステリウム完成の梗概』(Summa perfectionis magisterii)は彼の名に依っているが、現存するものは13世紀以降のラテン語訳のみで、原著とみられるアラビア語のものは残っていない。このため、この書は彼の名によって13世紀のヨーロッパで著作されたものではないかとの見方は多く、「疑ジーベル」あるいは「偽ジーベル」(Pseudo-Geber)の書と呼ばれることもある。ジャービル作とされたラテン語文献に、ジャービルの著作はないのではないかともいわれたが、ヨーロッパで最も影響の大きかったKitab al-Kimya は、間違いなくジャービルの翻訳手稿に基づいていることがわかっている。
ジャービルについては不明な点が多いが、確かなことは、中世ヨーロッパの錬金術において、彼の名がもっとも権威があると認められていたことである。